# Ehretia australis
Ehretia australis là loài thực vật có hoa trong họ Ehretiaceae. Loài này được J.S.Mill. mô tả khoa học đầu tiên năm 2002.